# Pieve Fissiraga
Pieve Fissiraga – miejscowość i gmina we Włoszech, w regionie Lombardia, w prowincji Lodi.
Według danych na rok 2004 gminę zamieszkiwały 1302 osoby, 108,5 os./km².